# Alfred Mann
Alfred Mann (Amburgo, 28 aprile 1917 – Fort Wayne, 21 settembre 2006) è stato un musicologo tedesco.

## Biografia
Alfred Mann lasciò la Germania prima della Seconda guerra mondiale e si trasferì in Italia, dove rimase finché un mandato di Mussolini lo costrinse ad espatriare negli Stati Uniti. Dopo una lunga carriera, nel 1980 ottenne la cattedra di musicologia alla Eastman School of Music. In seguito al pensionamento, avvenuto nel 1987, fu insignito dalla stessa istituzione del titolo di professore emerito.
Nel 1943 Mann fece la prima traduzione del Gradus ad Parnassum di Johann Joseph Fux in inglese. La traduzione conteneva la prefazione, le pagine 41-139 e 279 del testo originale. Nel 1958 completò inoltre la traduzione della parte dedicata alla composizione della fuga (pagine 140-217 dell'originale).